# Huda Miled
Huda Miled –en árabe, هدى ميلاد– (Kairuán, 8 de febrero de 1987) es una deportista tunecina que compitió en judo.
Ganó una medalla en el Campeonato Mundial de Judo de 2009, y diez medallas en el Campeonato Africano de Judo entre los años 2005 y 2016. En los Juegos Panafricanos consiguió tres medallas entre los años 2007 y 2015.

## Palmarés internacional
| Campeonato Mundial  | Campeonato Mundial                | Campeonato Mundial | Campeonato Mundial |
| Año                 | Lugar                             | Medalla            | Categoría          |
| ------------------- | --------------------------------- | ------------------ | ------------------ |
| 2009                | Róterdam (Países Bajos)           | Medalla de bronce  | –70 kg             |
| Juegos Panafricanos |                                   |                    |                    |
| Año                 | Lugar                             | Medalla            | Categoría          |
| 2007                | Argel (Argelia)                   | Medalla de oro     | –78 kg             |
| 2011                | Maputo (Mozambique)               | Medalla de oro     | –70 kg             |
| 2015                | Brazzaville (República del Congo) | Medalla de plata   | –70 kg             |
| Campeonato Africano |                                   |                    |                    |
| Año                 | Lugar                             | Medalla            | Categoría          |
| 2005                | Puerto Elizabeth (Sudáfrica)      | Medalla de oro     | –78 kg             |
| 2006                | Puerto Louis (Mauricio)           | Medalla de oro     | –78 kg             |
| 2008                | Agadir (Marruecos)                | Medalla de oro     | –78 kg             |
| 2009                | Puerto Louis (Mauricio)           | Medalla de bronce  | –78 kg             |
| 2010                | Yaundé ( Camerún)                 | Medalla de oro     | –70 kg             |
| 2011                | Dakar (Senegal)                   | Medalla de oro     | –70 kg             |
| 2012                | Agadir (Marruecos)                | Medalla de oro     | –70 kg             |
| 2013                | Maputo (Mozambique)               | Medalla de bronce  | –70 kg             |
| 2015                | Libreville (Gabón)                | Medalla de oro     | –70 kg             |
| 2016                | Túnez (Túnez)                     | Medalla de plata   | –70 kg             |